# Vinca (település)
Vinca románul: Vința, falu Romániában, Erdélyben, Fehér megyében.

## Fekvése
Nagylupsa közelében, Szászavinc mellett fekvő település.

## Története
Vinca korábban Szászavinc része volt, 1910-ben 336 lakossal, melyből 334 román, 2 egyéb volt. 1956 körül vált külön 193 lakossal.
1966-ban 146, 1977-ben 137, 1992-ben 87, 2002-ben pedig 73 román lakosa volt.